# 조지아 공과대학교

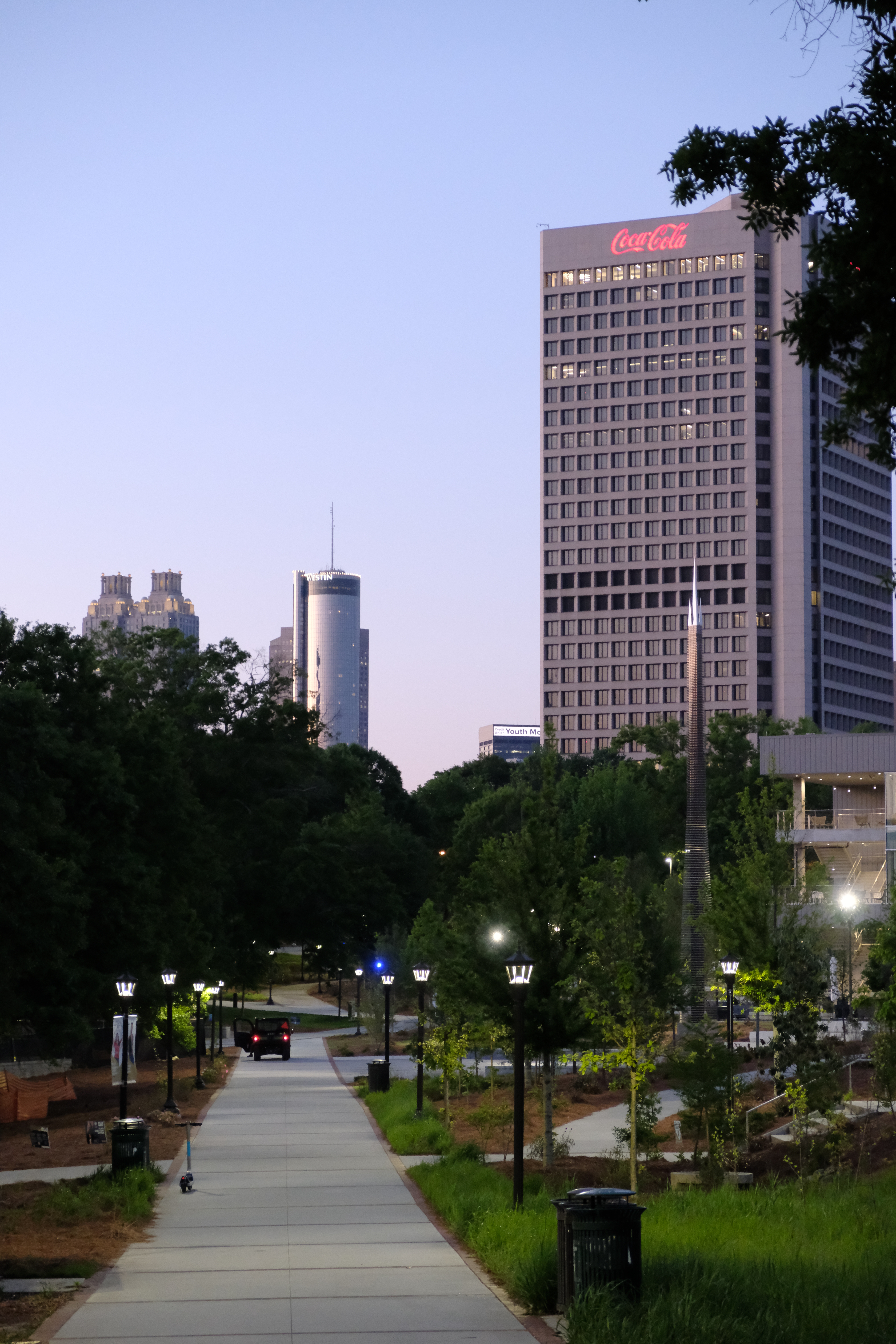
조지아 테크 메인 캠퍼스

조지아 공과대학교(Georgia Institute of Technology) 또는 조지아 테크 (Georgia Tech)는 미국의 조지아주 애틀랜타 시에 위치해 있는 세계적인 최상위권 명문 공학대학이며 공립 대학으로서 퍼블릭 아이비리그의 일원이다. 또한 32,000 명이 넘는 학생과 1,600명가량의 교수진을 보유하고 있는 조지아 공과대학교(이하 조지아 테크)는 조지아 주립 대학교 시스템(University System of Georgia) 산하의 대학 중의 대표적인 곳이다. 미국 남북 전쟁 이후 남부의 기술 증진 및 연구를 위해 1885년에 조지아 기술학교(Georgia School of Technology)란 이름으로 설립되었고, 제2차 세계 대전 이후 1948년도에 현재의 이름으로 바뀌었다. 현재 총장은 Ángel Cabrera 박사이다.
조지아 테크는 명실상부 미국과 미국 남부를 대표하는 공대이다. 공학분야 외에도 도시계획학(도시공학) , 건축학, 경영학, 인문과학, 컴퓨터과학 등의 교육도 최고의 수준으로 실시하고있다. 특히, 산업공학과는 미국내 최고의 프로그램을 갖고있는 것으로 유명하며, 그 밖에도 항공우주공학, 기계공학, 전자공학, 화학공학, 생명의학공학, 토목공학 등의 분야에서 미국내 최상위권으로, 미국내 3위권 이내로 평가받고 있다 (《U.S. 뉴스 & 월드 리포트》 평가). 기관마다 각기 다른 평가 기준으로 인해 차이는 있으나 미국 Times Higher Education에 의하면 2019 기준으로 세계 전체 34위를 기록하고 있다. 비슷한 형태의 이름을 가진 다른 대학들 (매사추세츠 공과대학교와 캘리포니아 공과대학교)이 사립인 데 반해, 조지아 테크는 공립이다.

## 학부 입학 현황과 각종 평가
취업에 있어서는 미국 최고의 대학 중 하나라는 평을 듣는다. 2018년 기준 학부 졸업생들의 졸업 후 초봉은 평균 72,000달러(약 8500만원), 석사 졸업생의 졸업 후 초봉은 평균 102,000달러(약 1억 2천만원) 정도 된다. 수요가 많은 컴퓨터 과학 졸업생의 초봉은 평균 90,000달러(약 1억 1000만원)에 달한다. 80% 이상의 조지아 공대 학부생들이 졸업 전 취직한 상태로 졸업한다고 한다.
연구에 아주 큰 금액을 쏟아붓는 것으로 유명하다. 2018년 기준으로 총예산은 약 18억달러(2조 1천억원가량)였는데, 이중 3억달러는 조지아 주정부로부터의 지원금, 그리고 4억 달러는 등록금이었으며, 나머지는 각종 연구프로젝트 및 기부금으로 조성이 되었다. 특히, 졸업생들의 기부금이 예산에서 차지하는 비중은 미국내 공립대학교 중 최고이다. 한편, 조지아텍은 예산의 45%를 연구비로, 20%를 교육비용으로 사용하였다.
현재 조지아 테크의 학부 입학 성적은 College Board에 따르면 SAT 1600점 만점에 1400-1530점 수준으로 전국 상위 1-3% 사이이다.
공과대학교이기 때문에 공학 분야에서 매우 우수하다. 애틀랜타와 동시에 성장하는 대학교로 꾸준한 상승세를 보여주는 대학교 중 하나. 실제로 미국 남동부지역에선 가장 경쟁력 있는 공과대학교로 학부생들의 수준도 매우 훌륭하고,대학원 역시 세계적으로 인정받는 곳이다.
2023년 《U.S. 뉴스 & 월드 리포트》 미국 종합대학 학부 공대 순위에서 전미 3위를 기록하였다. 세부적으로는 항공우주공학 2위, 생명공학 1위, 화학공학 2위, 토목공학 2위, 컴퓨터공학 4위, 전자전기공학 2위, 환경공학 3위, 산업공학 1위, 재료공학 5위, 기계공학 2위를 차지하였다.
2024년 《U.S. 뉴스 & 월드 리포트》 미국 종합대학 대학원 공대 순위에서 전미 4위. 또한, 2019년 영국 타임스 고등교육 세계 대학 평가에서 세계 공대 순위 10위를 기록하였다.

## 학교
세계적으로 공대 상위 10위권, 미국내 공대 3위권을 유지해 오고 있으며, 기존의 공학과 자연과학 분야 뿐만 아니라 다른 학문분야의 학생들을 지속적을 유치함으로써 그 프로그램을 확장하고 있다. 예를 들어 Ivan Allen College of Liberal Arts 라는 단과대학은 공공정책, 국제정세, 경제학, 현대 언어학, 역사사회학,대중매체문화학, 디지털미디어학과 등의 인류학과 사회학분야의 학위를 수여하고 있다.

2018년 기준으로 총예산은 약 18억달러(2조 1천억원가량)였는데, 이중 3억달러는 조지아 주정부로부터의 지원금, 그리고 4억 달러는 등록금이었으며, 나머지는 각종 연구프로젝트 및 기부금으로 조성이 되었다. 특히, 졸업생들의 기부금이 예산에서 차지하는 비중은 미국내 공립대학교 중 최고이다. 한편, 조지아텍은 예산의 45%를 연구비로, 20%를 교육비용으로 사용하였다.

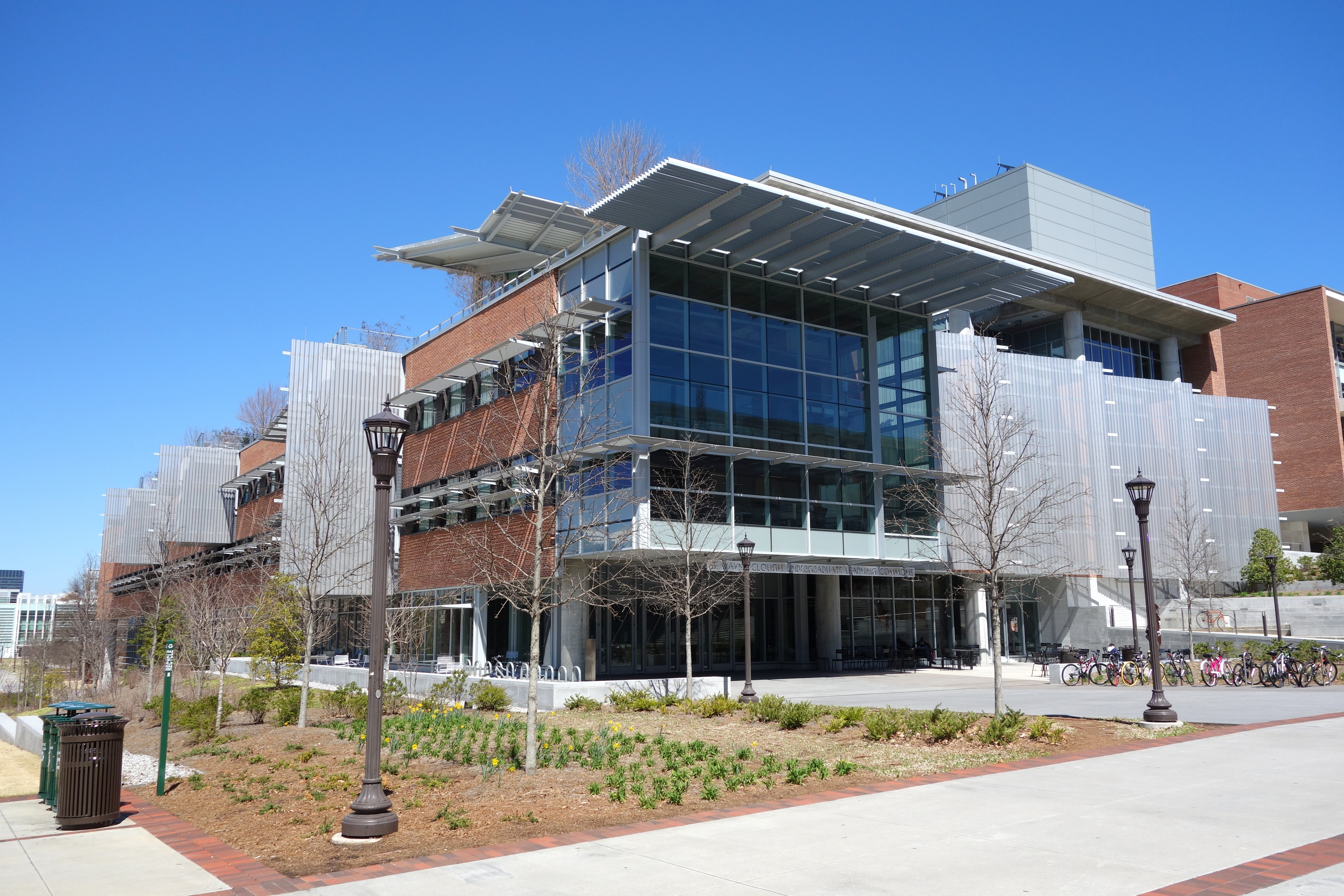
다목적 학생 교육 건물 (G. Wayne Clough Undergraduate Learning Commons)

## 캠퍼스

### 메인 캠퍼스 - 미국, 조지아, 애틀란타
조지아 테크의 주 캠퍼스는 미국 조지아주의 주도인 애틀란타의 미드타운(도심)에 위치해 있다. 남북전쟁 이후 윌리엄 셔먼 장군에 의해 폐허가 된 도시 한복판에 설립되었다. 
애틀란타는 시내 거주 인구로만 따지면 미국 내에서 34위로 작지만, 600만명의 광역 인구를 자랑하는 미국에서 9번째로 큰 도시권이다. 또한 로스앤젤레스와 뉴욕 다음으로 북미에서 한인 인구가 많다. 미국 남부에 있는 특성 상 여름에 굉장히 덥고 겨울에는 몇 년에 한번 꼴로 눈이 온다. 
1996년 애틀란타 하계 올림픽 당시 지어진 경기장, 체육 시설 및 선수촌은 현재 조지아텍의 교내 시설 및 기숙사로 활용되고 있다. 도시 중간에 위치해 있으나, 뚜렸한 캠퍼스 경계를 가지고 있다. 
또한 시내에 있으므로 모든 것이 가까이 있다는 장점이 있다. 학교 남쪽 바로 건너편에는 코카콜라의 본사가 있으며, 10분 거리에는 CNN 본사, 조지아 수족관, 마틴 루서 킹 기념관, 센테니얼 올림픽 공원과 애틀란타를 연고로 하는 프로스포츠팀(애틀란타 브레이브스, 애틀란타 호크스, 애틀란타 팰컨스, 애틀란타 유나이티드 FC) 경기장들이 있다.
캠퍼스에서 차로 15분, 지하철로 30분 거리에 있는 하츠필드-잭슨 국제공항은 현재 이용객 수와 이착륙 횟수에서 세계 제일이다. 현재 델타 항공과 대한항공이 인천국제공항에서부터 주 14회 공동 운항하고 있다.
근처에는 조지아 주립 대학교 (Georgia State University), 스펠만 대학교 (Spelman College), SCAD 애틀란타 (Savannah College of Art & Design Atlanta), 에모리 대학교 (Emory University) 등의 대학들이 있다.

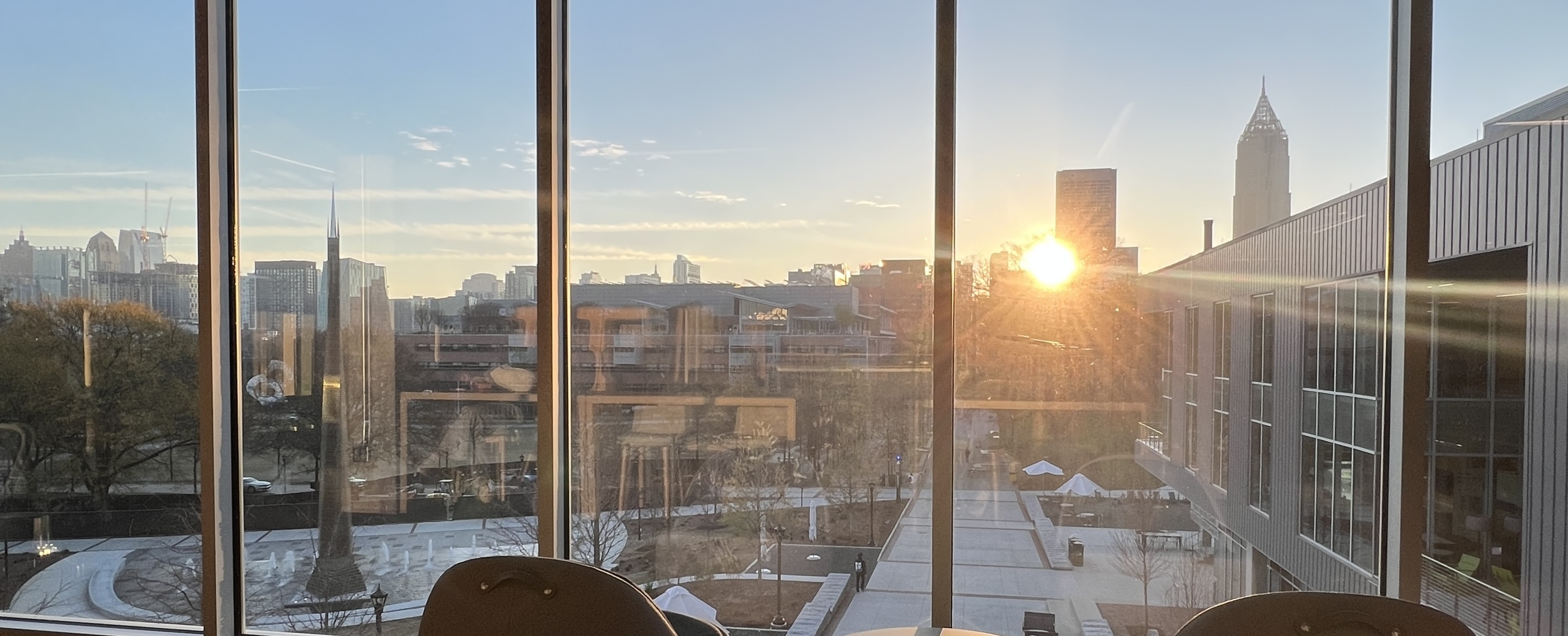
캠퍼스 및 애틀랜타 전경

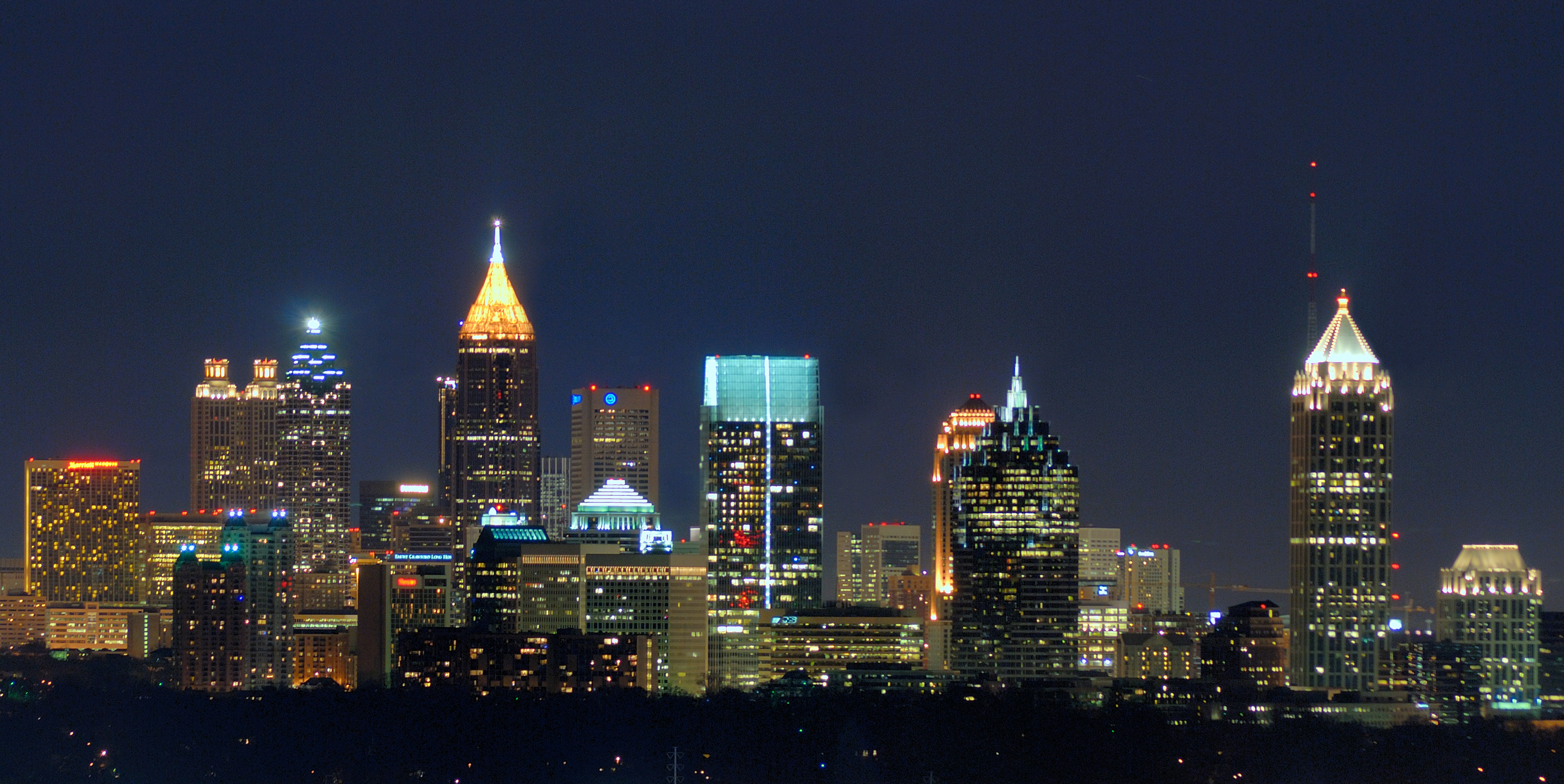
애틀란타 도심 야경

### 서배너 캠퍼스 - 미국, 조지아, 서배너

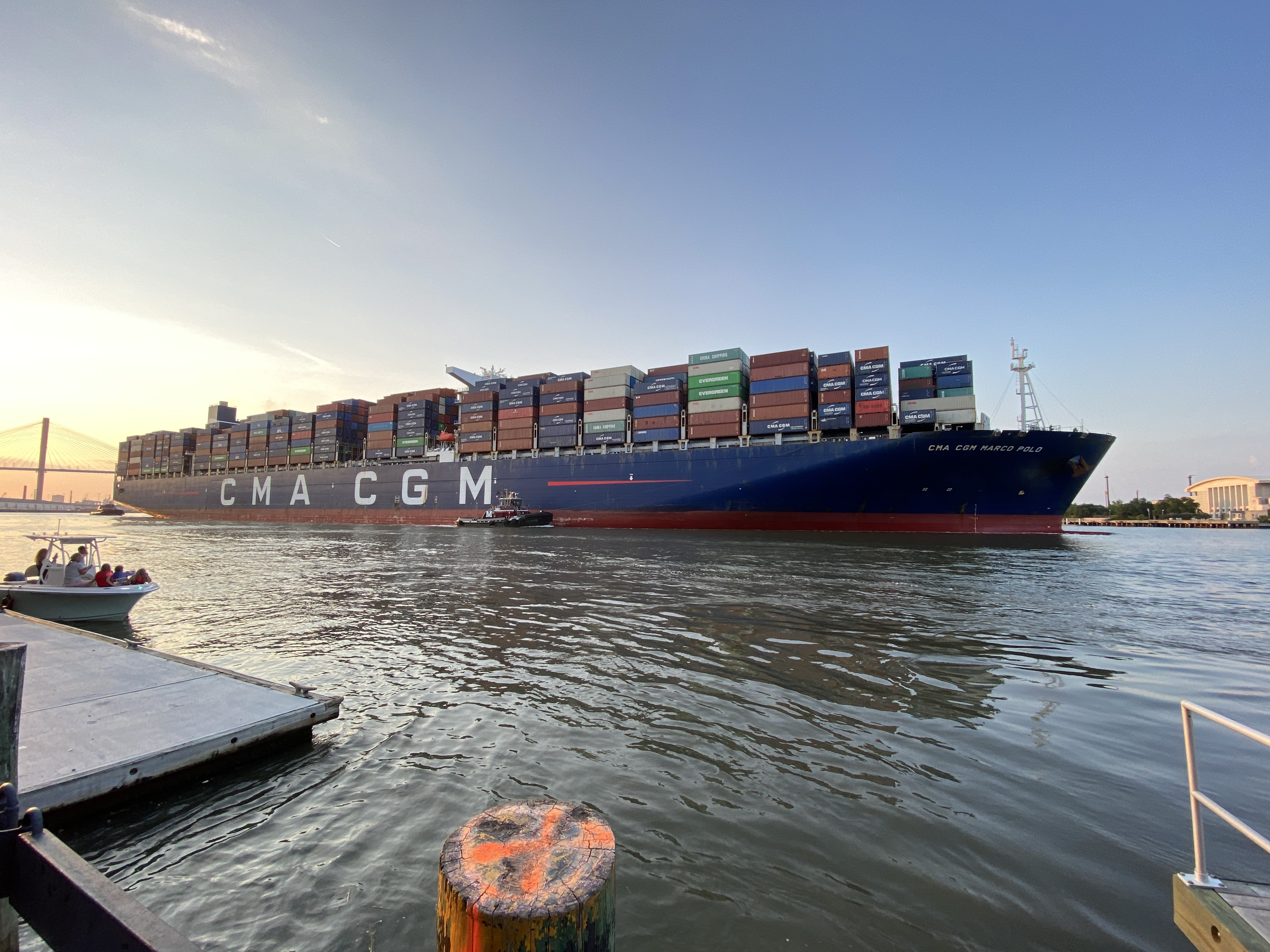
서배너항

1999년부터 남동부 조지아 지역의 학생들을 대상으로 학위과정을 운영해오다가 2003년에는 조지아주 서배너에 Georgia Tech Savannah 분교 캠퍼스를 설립하여 학부 및 대학원 과정 학위를 수여하고 있다. 이 학교는 해안과 관련된 여러 연구 프로그램을 수행하고 있으며, 그밖에도 조지아 테크 경제 발전 연구소와 고급 기술 개발 센터의 사무실이 위치해 있다. 조지아 테크 이외에도 사바나 컬리지 오브 아트 앤드 디자인(Savannah College of Art & Design) 등의 대학이 있다.

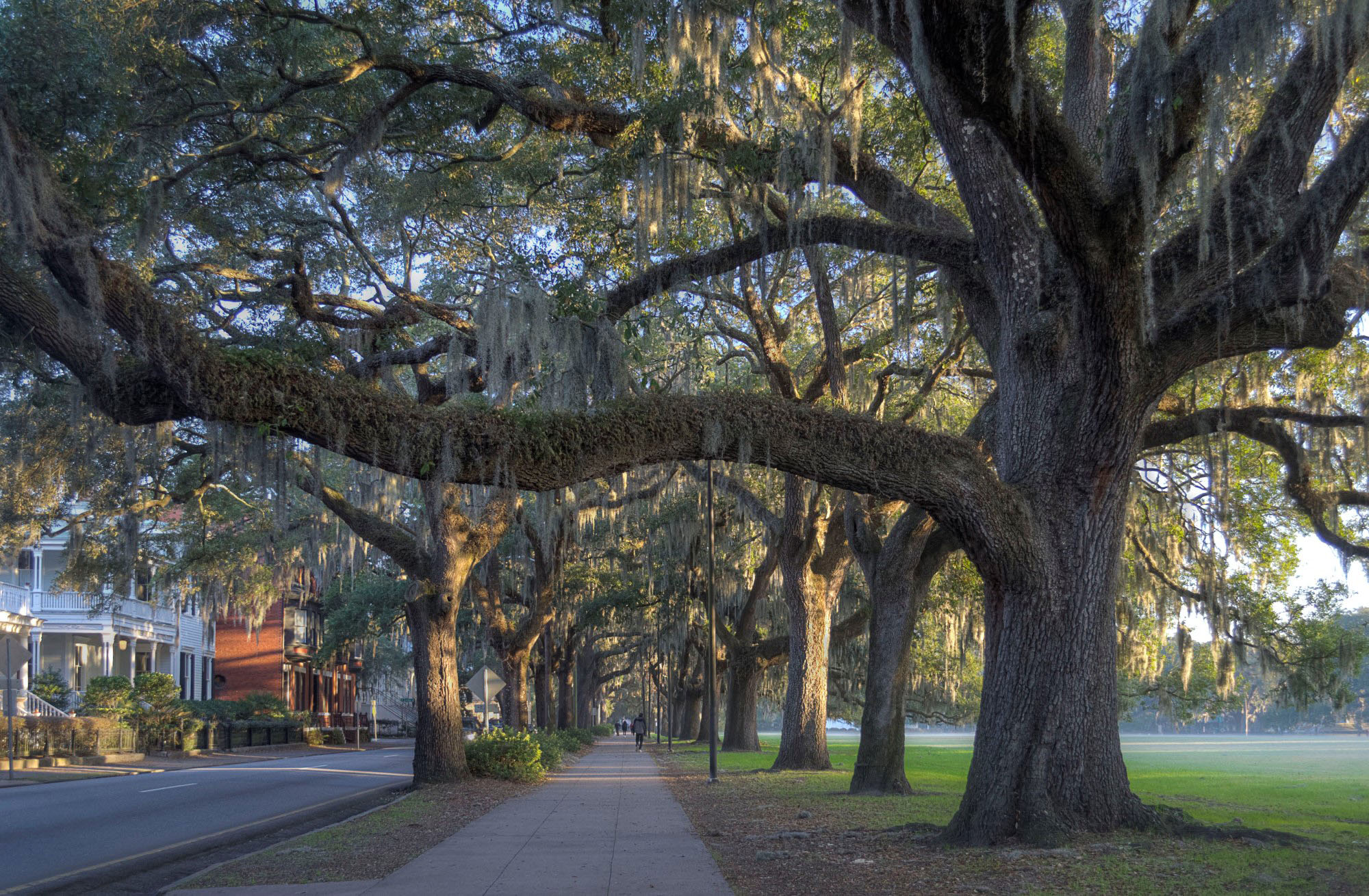
서배너 포사이스 공원. 포레스트 검프 촬영지.

서배너는 1733년 영국 식민지 당시 지어진 조지아에서 가장 오래된 도시이다. 광역 인구 40만으로 조지아에서 3번째로 큰 도시이며, 대서양을 낀 항구 도시이다. 서배너항은 2021년 기준 미국에서 3번째로 물동량이 많은 항구이다. 애틀랜타가 항공과 철도 물류를 담당하고 서배너는 해운을 책임진다고 볼 수 있다. 최근 현대자동차그룹은 이러한 이점을 높게 평가해 2025년 30만대 생산을 목표로 전기차 공장 착공에 나선 바 있다.    

## 대학 및 개설 학과
현재 6개 단과대학이 설치되어 있다.
- 공과대학 (College of Engineering)
  - 항공우주 공학 (Aerospace Engineering)
  - 생물의학 공학 (Biomedical Engineering)
  - 화학생물 공학 (Chemical and Biomolecular Engineering)
  - 토목 공학 (Civil Engineering)
  - 컴퓨터 공학 (Computer Engineering)
  - 전자 공학 (Electrical Engineering)
  - 환경 공학 (Environmental Engineering)
  - 산업 공학 (Industrial Engineering)
  - 재료 공학 (Materials Science and Engineering)
  - 기계 공학 (Mechanical Engineering)
  - 원자핵 공학 (Nuclear and Radiological Engineering)

- 컴퓨팅대학 (College of Computing)
  - 컴퓨터 미디어 (Computational Media)
  - 컴퓨터 과학 (Computer Science)

- 경영대학 (Scheller College of Business)
  - 경영학 (Business Administration)

- 과학대학 (College of Sciences)
  - 응용 물리학 (Applied Physics)
  - 생화학 (Biochemistry)
  - 생물학 (Biology)
  - 화학 (Chemistry)
  - 지구-대기 과학 (Earth and Atmospheric Sciences)
  - 수학 (Mathematics)
  - 신경 과학 (Neuroscience)
  - 물리학 (Physics)
  - 심리학 (Psychology)

- 디자인대학 (College of Design)
  - 건축학 (Architecture)
  - 도시계획학 (City and Regional Planning)
  - 산업디자인 (Industrial Design)
  - 음악 기술 (Music Technology)

- 인문대학 (Ivan Allen College of Liberal Arts)
  - 문화와 응용언어학 (Applied Language and Intercultural Studies)
  - 컴퓨터 미디어-디지털 미디어 (Computational Media & Digital Media)
  - 컴퓨터 미디어 (Computational Media)
  - 경제학 (Economics)
  - 경제-국제정치학 (Economics and International Affairs)
  - 현대언어-국제경제학 (Global Economics and Modern Languages)
  - 역사-기술-사회학 (History, Technology, and Society)
  - 국제정치학 (International Affairs)
  - 현대언어-국제정치학 (International Affairs and Modern languages)
  - 미디어-디지털 미디어 문학 (Literature, Media, and Communication & Digital Media)
  - 미디어 문학 (Literature, Media, and Communication)
  - 공공 정책학 (Public Policy)

## 동문 현황

1979년 조지아 테크 졸업식에서 연설 중인 지미 카터 미국 전 대통령

조지아 테크가 배출한 유명인사로는 미국의 39대 대통령이자 노벨 평화상 수상자인 지미 카터, 노벨 화학상 수상자인 캐리 뮬리스, 그리고 많은 유명 경제인들이 있으며, 특히 항공공학 및 기타 공학분야에서 우수한 학교의 특성에 걸맞게 존 영 등 NASA의 우주프로그램에 참여한 많은 우주인들과 행정가들을 배출하였다.

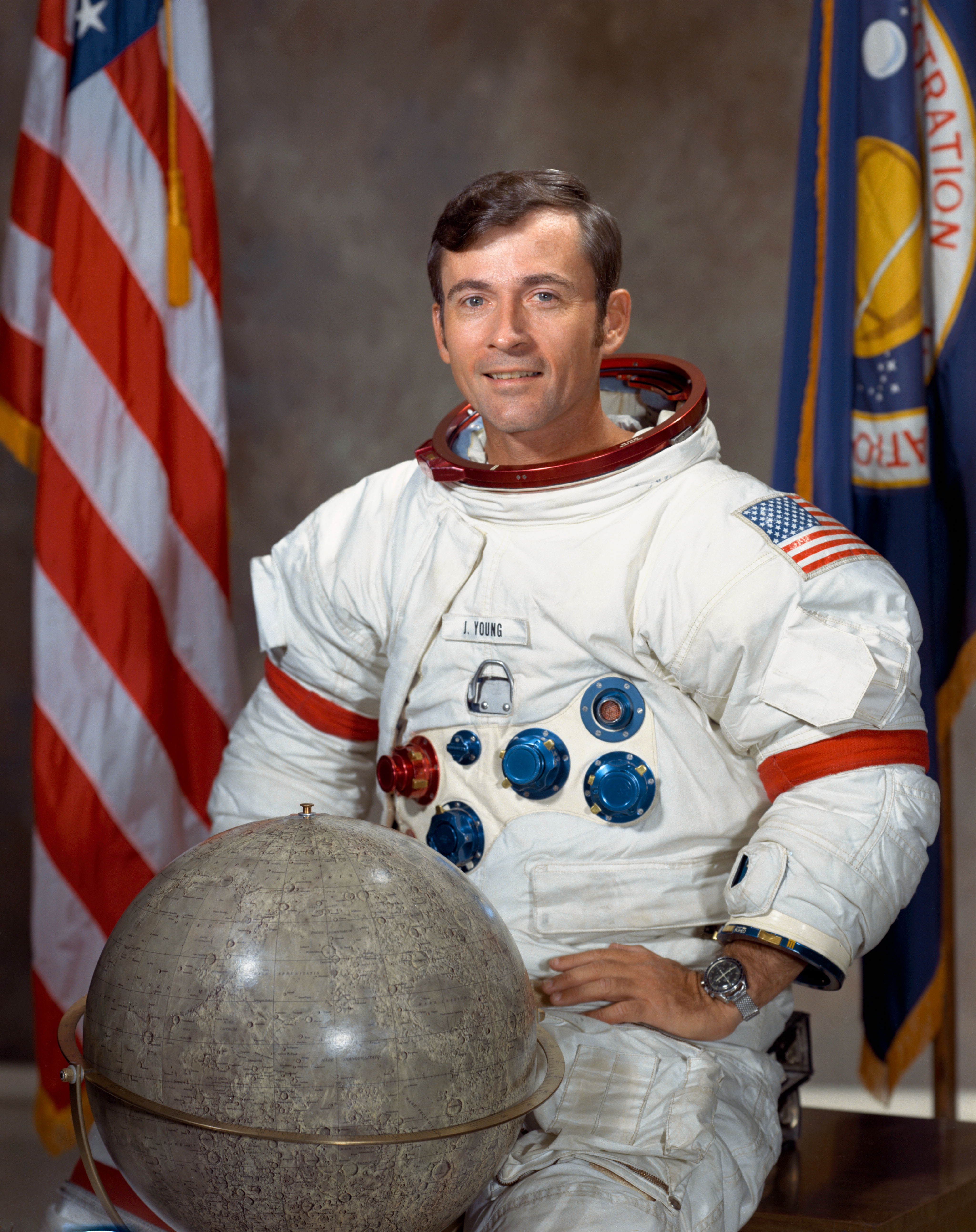
미국 항공우주국의 고 존영 비행사

조지아텍은 학문적으로 뿐만 아니라 전통적으로 우수한 운동부를 운영하는 것으로도 유명한데, 미식축구팀은 4차례에 걸쳐 NCAA 전미 챔피언에 오른 바가 있고, 그 밖에도 야구, 농구, 골프 등의 종목에서 좋전국 최상위권의 뛰어난성적을 내고 있다. 조지아 테크 출신으로는 4대 메이저 골프대회 중의 하나인 마스터즈 대회를 창설한 바비 존스가 전설적인 골프인으로 기억되고 있으며, 그밖에도 야구에서 케빈 브라운, 노마 가르시아파라, 마크 테익세라, 제이슨 배리텍, 그리고 농구에서 마크 프라이스, 스테판 마버리, 크리스 보시, 제릿 잭 등의 스타들을 배출하였다. 현재 한국 프로농구 리그에서 활약하고 있는 전태풍도 조지아 테크 출신이다.